# Ricardo Cabanas
Pour les articles homonymes, voir Cabanas.
Ricardo Cabanas Rey est un joueur de football suisse d'origine portugaise et espagnole, né le 17 janvier 1979 à Zurich.

## Biographie

### Origines et famille
Il est marié et père de deux enfants.

### Parcours professionnel
Il commence un apprentissage d'employé de commerce au sein d'une entreprise pharmaceutique, mais doit l'interrompre lorsqu'il devient joueur professionnel.
Il est par la suite, professeur de sport à Opfikon, puis enseignant d'histoire et d'espagnol.

## Parcours sportif
Il intègre le Grasshopper-Club Zurich à l'âge de douze ans. Il fait ses débuts en équipe première à l'âge de 18 ans et devient titulaire indiscutable à l'âge de 19 ans.
En 2003, arrivé en fin de contrat avec le Grasshopper-Club Zurich, il rejoint l'En Avant Guingamp.
Lors de l'hiver 2003, il quitte Guingamp six mois seulement après son transfert en Bretagne et retourne à Zurich.
En janvier 2006, il signe un contrat de quatre ans et demi avec Cologne.
À l'été 2007, il quitte Cologne et retourne une nouvelle fois au Grasshopper-Club Zurich,.
Il met fin à sa carrière sportive en 2011 en raison de blessures au genou.

### Équipe de Suisse
51 sélections, 4 buts
- Première sélection : Suisse-Grèce 2-2, le 16 août 2000 à Saint-Gall.
- Dernière sélection : Suisse-Portugal 2-0, le 15 juin 2008 à Bâle.

Ricardo Cababas fut un titulaire indiscutable dans le dispositif de Köbi Kuhn de 2004 à 2007 comme milieu relayeur aux côtés de Johann Vogel.

### Palmarès
- Champion de Suisse en 1998, 2001 et 2003.
- Élu meilleur joueur du championnat de Suisse en 2005.